# گایتانو وستریس

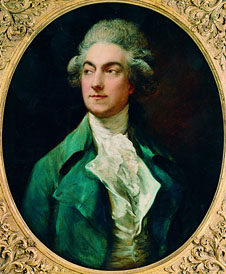
پرتره وستریس اثر توماس گینزبرا

گایتانو آپولین بالداساره وستریس (۱۸ مه ۱۷۲۹ – ۱۸۰۸)، رقصنده باله فرانسوی بود. او در شهر فلورانس فرانسه به دنیا آمد و کار خود را در اپرا در سال ۱۷۴۹ شروع کرد.

## زندگی
او یادگیری باله را زیر نظر استادش لوئیس دوپره در آکادمی سلطنتی پاریس آغاز کرد، سپس به اپرای پاریس پیوست و در آنجا به عنوان استاد رقص به لویی شانزدهم خدمت کرد. وستریس نخستین رقصنده ای بود که نمایش پانتومیم را بدون ماسک اجرا کرد.
وی در ۱۷۵۱ در کارش چنان موفق بود که از او چنین نقل قول شده: «سه مرد بزرگ در اروپا وجود دارد، پادشاه پروس، ولتر و من.» او در سال ۱۷۷۶ از کارش دست کشید و بازنشسته شد.
وستریس با یک رقصنده آلمانی به نام آنا هاینل (۱۷۵۳ – ۱۸۰۸) ازدواج کرد.

## خانواده
او چندین فرزند داشت که آن‌ها هم رقصنده بودند. وستریس معشوقهِ ماری آلارد بالرین فرانسوی بود و فرزند این دو، اوت وستریس (۱۷۶۰ – ۱۸۴۲) نیز از بزرگترین رقصنده‌های مرد زمان خودش بود.